# Georgi Nemsadze
Georgi Nemsadze (in georgiano გიორგი ნემსაძე?; Tbilisi, 10 maggio 1972) è un ex calciatore georgiano, di ruolo centrocampista.

## Carriera

### Club
Da febbraio a giugno 1999 ha giocato in Italia nelle file della Reggiana nel campionato di Serie B 1998-1999.

### Nazionale
Tra il 1992 e il 2004 giocò per la Nazionale georgiana, nella quale è tra i primatisti per numero di presenze con 69.

## Statistiche

### Cronologia presenze e reti in nazionale
| Cronologia completa delle presenze e delle reti in nazionale ― Georgia | Cronologia completa delle presenze e delle reti in nazionale ― Georgia | Cronologia completa delle presenze e delle reti in nazionale ― Georgia | Cronologia completa delle presenze e delle reti in nazionale ― Georgia | Cronologia completa delle presenze e delle reti in nazionale ― Georgia | Cronologia completa delle presenze e delle reti in nazionale ― Georgia | Cronologia completa delle presenze e delle reti in nazionale ― Georgia | Cronologia completa delle presenze e delle reti in nazionale ― Georgia |
| Data                                                                   | Città                                                                  | In casa                                                                | Risultato                                                              | Ospiti                                                                 | Competizione                                                           | Reti                                                                   | Note                                                                   |
| ---------------------------------------------------------------------- | ---------------------------------------------------------------------- | ---------------------------------------------------------------------- | ---------------------------------------------------------------------- | ---------------------------------------------------------------------- | ---------------------------------------------------------------------- | ---------------------------------------------------------------------- | ---------------------------------------------------------------------- |
| 2-9-1992                                                               | Kaunas                                                                 | Lituania                                                               | 1 – 0                                                                  | Georgia                                                                | Amichevole                                                             | -                                                                      | 56’                                                                    |
| 17-9-1992                                                              | Gurjaani                                                               | Georgia                                                                | 6 – 3                                                                  | Azerbaigian                                                            | Amichevole                                                             | -                                                                      | 46’                                                                    |
| 22-12-1992                                                             | Limassol                                                               | Cipro                                                                  | 1 – 0                                                                  | Georgia                                                                | Amichevole                                                             | -                                                                      | 66’                                                                    |
| 25-5-1993                                                              | Gəncə                                                                  | Azerbaigian                                                            | 1 – 0                                                                  | Georgia                                                                | Amichevole                                                             | -                                                                      |                                                                        |
| 8-2-1994                                                               | Ta' Qali                                                               | Georgia                                                                | 0 – 1                                                                  | Slovenia                                                               | Torneo di Malta 1994                                                   | -                                                                      |                                                                        |
| 10-2-1994                                                              | Ta' Qali                                                               | Malta                                                                  | 0 – 1                                                                  | Georgia                                                                | Torneo di Malta 1994                                                   | -                                                                      |                                                                        |
| 12-2-1994                                                              | Ta' Qali                                                               | Georgia                                                                | 2 – 0                                                                  | Tunisia                                                                | Torneo di Malta 1994                                                   | -                                                                      |                                                                        |
| 23-2-1994                                                              | Ashdod                                                                 | Israele                                                                | 2 – 0                                                                  | Georgia                                                                | Amichevole                                                             | -                                                                      | 46’                                                                    |
| 11-6-1994                                                              | Ibadan                                                                 | Nigeria                                                                | 5 – 1                                                                  | Georgia                                                                | Amichevole                                                             | -                                                                      |                                                                        |
| 26-6-1994                                                              | Riga                                                                   | Lettonia                                                               | 1 – 3                                                                  | Georgia                                                                | Amichevole                                                             | -                                                                      |                                                                        |
| 19-7-1994                                                              | Tbilisi                                                                | Georgia                                                                | 1 – 1                                                                  | Malta                                                                  | Amichevole                                                             | -                                                                      | 32’                                                                    |
| 7-9-1994                                                               | Tbilisi                                                                | Georgia                                                                | 0 – 1                                                                  | Moldavia                                                               | Qual. Euro 1996                                                        | -                                                                      | 81’                                                                    |
| 12-10-1994                                                             | Sofia                                                                  | Bulgaria                                                               | 2 – 0                                                                  | Georgia                                                                | Qual. Euro 1996                                                        | -                                                                      | 72’                                                                    |
| 16-11-1994                                                             | Tbilisi                                                                | Georgia                                                                | 5 – 0                                                                  | Galles                                                                 | Qual. Euro 1996                                                        | -                                                                      | 42’                                                                    |
| 6-9-1995                                                               | Norimberga                                                             | Germania                                                               | 4 – 1                                                                  | Georgia                                                                | Qual. Euro 1996                                                        | -                                                                      |                                                                        |
| 11-10-1995                                                             | Tbilisi                                                                | Georgia                                                                | 2 – 1                                                                  | Bulgaria                                                               | Qual. Euro 1996                                                        | -                                                                      | 27’                                                                    |
| 27-3-1996                                                              | Limassol                                                               | Cipro                                                                  | 0 – 2                                                                  | Georgia                                                                | Amichevole                                                             | -                                                                      |                                                                        |
| 24-4-1996                                                              | Bucarest                                                               | Romania                                                                | 5 – 0                                                                  | Georgia                                                                | Amichevole                                                             | -                                                                      | 46’                                                                    |
| 8-5-1996                                                               | Giannina                                                               | Grecia                                                                 | 2 – 1                                                                  | Georgia                                                                | Amichevole                                                             | -                                                                      |                                                                        |
| 1-9-1996                                                               | Oslo                                                                   | Norvegia                                                               | 1 – 0                                                                  | Georgia                                                                | Amichevole                                                             | -                                                                      |                                                                        |
| 9-10-1996                                                              | Perugia                                                                | Italia                                                                 | 1 – 0                                                                  | Georgia                                                                | Qual. Mondiali 1998                                                    | -                                                                      |                                                                        |
| 9-11-1996                                                              | Tbilisi                                                                | Georgia                                                                | 0 – 2                                                                  | Inghilterra                                                            | Qual. Mondiali 1998                                                    | -                                                                      |                                                                        |
| 30-3-1997                                                              | Tbilisi                                                                | Georgia                                                                | 7 – 0                                                                  | Armenia                                                                | Amichevole                                                             | -                                                                      |                                                                        |
| 30-4-1997                                                              | Londra                                                                 | Inghilterra                                                            | 2 – 0                                                                  | Georgia                                                                | Qual. Mondiali 1998                                                    | -                                                                      | 33’                                                                    |
| 7-6-1997                                                               | Batumi                                                                 | Georgia                                                                | 2 – 0                                                                  | Moldavia                                                               | Qual. Mondiali 1998                                                    | -                                                                      | 80’                                                                    |
| 14-6-1997                                                              | Katowice                                                               | Polonia                                                                | 4 – 1                                                                  | Georgia                                                                | Qual. Mondiali 1998                                                    | -                                                                      | 65’                                                                    |
| 24-9-1997                                                              | Chișinău                                                               | Moldavia                                                               | 0 – 1                                                                  | Georgia                                                                | Qual. Mondiali 1998                                                    | -                                                                      |                                                                        |
| 11-10-1997                                                             | Tbilisi                                                                | Georgia                                                                | 3 – 0                                                                  | Polonia                                                                | Qual. Mondiali 1998                                                    | -                                                                      | 47’                                                                    |
| 6-2-1998                                                               | Ta' Qali                                                               | Georgia                                                                | 2 – 1                                                                  | Lettonia                                                               | Torneo di Malta 1998                                                   | -                                                                      | 80’                                                                    |
| 8-2-1998                                                               | Ta' Qali                                                               | Albania                                                                | 0 – 3                                                                  | Georgia                                                                | Torneo di Malta 1998                                                   | -                                                                      |                                                                        |
| 10-2-1998                                                              | Ta' Qali                                                               | Malta                                                                  | 1 – 3                                                                  | Georgia                                                                | Torneo di Malta 1998                                                   | -                                                                      |                                                                        |
| 2-5-1998                                                               | Susa                                                                   | Tunisia                                                                | 1 – 1                                                                  | Georgia                                                                | Amichevole                                                             | -                                                                      |                                                                        |
| 30-5-1998                                                              | Tbilisi                                                                | Georgia                                                                | 1 – 1                                                                  | Russia                                                                 | Amichevole                                                             | -                                                                      | 16’                                                                    |
| 19-8-1998                                                              | Kiev                                                                   | Ucraina                                                                | 4 – 0                                                                  | Georgia                                                                | Amichevole                                                             | -                                                                      | 46’                                                                    |
| 5-9-1998                                                               | Tbilisi                                                                | Georgia                                                                | 1 – 0                                                                  | Albania                                                                | Qual. Euro 2000                                                        | -                                                                      |                                                                        |
| 10-10-1998                                                             | Riga                                                                   | Lettonia                                                               | 1 – 0                                                                  | Georgia                                                                | Qual. Euro 2000                                                        | -                                                                      | 54’                                                                    |
| 14-10-1998                                                             | Atene                                                                  | Grecia                                                                 | 3 – 0                                                                  | Georgia                                                                | Qual. Euro 2000                                                        | -                                                                      |                                                                        |
| 20-3-1999                                                              | Tbilisi                                                                | Georgia                                                                | 0 – 1                                                                  | Ucraina                                                                | Amichevole                                                             | -                                                                      | 76’                                                                    |
| 27-3-1999                                                              | Tbilisi                                                                | Georgia                                                                | 1 – 1                                                                  | Slovenia                                                               | Qual. Euro 2000                                                        | -                                                                      |                                                                        |
| 28-4-1999                                                              | Tbilisi                                                                | Georgia                                                                | 1 – 4                                                                  | Norvegia                                                               | Qual. Euro 2000                                                        | -                                                                      |                                                                        |
| 30-5-1999                                                              | Oslo                                                                   | Norvegia                                                               | 1 – 0                                                                  | Georgia                                                                | Qual. Euro 2000                                                        | -                                                                      |                                                                        |
| 5-6-1999                                                               | Tbilisi                                                                | Georgia                                                                | 1 – 2                                                                  | Grecia                                                                 | Qual. Euro 2000                                                        | -                                                                      | 52’                                                                    |
| 8-9-1999                                                               | Tbilisi                                                                | Georgia                                                                | 2 – 2                                                                  | Lettonia                                                               | Qual. Euro 2000                                                        | -                                                                      | 35’                                                                    |
| 9-10-1999                                                              | Tirana                                                                 | Albania                                                                | 2 – 1                                                                  | Georgia                                                                | Qual. Euro 2000                                                        | -                                                                      |                                                                        |
| 2-2-2000                                                               | Larnaca                                                                | Slovacchia                                                             | 0 – 2                                                                  | Georgia                                                                | Torneo di Cipro 2000 - Quarti di finale                                | -                                                                      |                                                                        |
| 4-2-2000                                                               | Nicosia                                                                | Romania                                                                | 1 – 1 dts (4 - 2 dtr)                                                  | Georgia                                                                | Torneo di Cipro 2000 - Semifinale                                      | -                                                                      | 117’                                                                   |
| 6-2-2000                                                               | Limassol                                                               | Georgia                                                                | 2 – 1                                                                  | Armenia                                                                | Torneo di Cipro 2000 - Finale 3º posto                                 | -                                                                      |                                                                        |
| 29-3-2000                                                              | Ascalona                                                               | Israele                                                                | 1 – 1                                                                  | Georgia                                                                | Amichevole                                                             | -                                                                      |                                                                        |
| 26-4-2000                                                              | Erevan                                                                 | Armenia                                                                | 0 – 0                                                                  | Georgia                                                                | Amichevole                                                             | -                                                                      |                                                                        |
| 11-6-2000                                                              | Tallinn                                                                | Estonia                                                                | 1 – 0                                                                  | Georgia                                                                | Amichevole                                                             | -                                                                      |                                                                        |
| 16-8-2000                                                              | Teheran                                                                | Iran                                                                   | 2 – 1                                                                  | Georgia                                                                | Amichevole                                                             | -                                                                      |                                                                        |
| 7-10-2000                                                              | Kaunas                                                                 | Lituania                                                               | 0 – 4                                                                  | Georgia                                                                | Qual. Mondiali 2002                                                    | -                                                                      |                                                                        |
| 11-10-2000                                                             | Ancona                                                                 | Italia                                                                 | 2 – 0                                                                  | Georgia                                                                | Qual. Mondiali 2002                                                    | -                                                                      |                                                                        |
| 28-3-2001                                                              | Tbilisi                                                                | Georgia                                                                | 0 – 2                                                                  | Romania                                                                | Qual. Mondiali 2002                                                    | -                                                                      |                                                                        |
| 2-6-2001                                                               | Tbilisi                                                                | Georgia                                                                | 1 – 2                                                                  | Italia                                                                 | Qual. Mondiali 2002                                                    | -                                                                      | 35’                                                                    |
| 6-6-2001                                                               | Budapest                                                               | Ungheria                                                               | 4 – 1                                                                  | Georgia                                                                | Qual. Mondiali 2002                                                    | -                                                                      | 14’ 67’                                                                |
| 1-9-2001                                                               | Tbilisi                                                                | Georgia                                                                | 3 – 1                                                                  | Ungheria                                                               | Qual. Mondiali 2002                                                    | -                                                                      |                                                                        |
| 5-9-2001                                                               | Tbilisi                                                                | Georgia                                                                | 2 – 0                                                                  | Lituania                                                               | Qual. Mondiali 2002                                                    | -                                                                      |                                                                        |
| 21-8-2002                                                              | Trebisonda                                                             | Turchia                                                                | 3 – 0                                                                  | Georgia                                                                | Amichevole                                                             | -                                                                      | 71’                                                                    |
| 8-9-2002                                                               | Basilea                                                                | Svizzera                                                               | 4 – 1                                                                  | Georgia                                                                | Qual. Euro 2004                                                        | -                                                                      |                                                                        |
| 29-3-2003                                                              | Tbilisi                                                                | Georgia                                                                | 1 – 2                                                                  | Irlanda                                                                | Qual. Euro 2004                                                        | -                                                                      |                                                                        |
| 2-4-2003                                                               | Tbilisi                                                                | Georgia                                                                | 0 – 0                                                                  | Svizzera                                                               | Qual. Euro 2004                                                        | -                                                                      | 48’                                                                    |
| 30-4-2003                                                              | Tbilisi                                                                | Georgia                                                                | 1 – 0                                                                  | Russia                                                                 | Qual. Euro 2004                                                        | -                                                                      | 71’                                                                    |
| 6-9-2003                                                               | Tbilisi                                                                | Georgia                                                                | 3 – 0                                                                  | Albania                                                                | Qual. Euro 2004                                                        | -                                                                      |                                                                        |
| 10-9-2003                                                              | Tirana                                                                 | Albania                                                                | 3 – 1                                                                  | Georgia                                                                | Qual. Euro 2004                                                        | -                                                                      |                                                                        |
| 11-10-2003                                                             | Mosca                                                                  | Russia                                                                 | 3 – 1                                                                  | Georgia                                                                | Qual. Euro 2004                                                        | -                                                                      |                                                                        |
| 18-2-2004                                                              | Larnaca                                                                | Romania                                                                | 3 – 0                                                                  | Georgia                                                                | Torneo di Cipro 2004 - Quarti di finale                                | -                                                                      | 83’                                                                    |
| 19-2-2004                                                              | Nicosia                                                                | Cipro                                                                  | 3 – 1                                                                  | Georgia                                                                | Torneo di Cipro 2004 - Semifinale 5º posto                             | -                                                                      | 80’                                                                    |
| 21-2-2004                                                              | Nicosia                                                                | Georgia                                                                | 0 – 2                                                                  | Armenia                                                                | Torneo di Cipro 2004 - Gara 7º posto                                   | -                                                                      |                                                                        |
| Totale                                                                 |                                                                        | Presenze                                                               | 69                                                                     |                                                                        | Reti                                                                   | 0                                                                      |                                                                        |